# اونلی‌فنز
اونلی‌فنز (به انگلیسی: OnlyFans) یک سرویس کسب‌وکار آبونمانی بریتانیایی مستقر در لندن است. تولیدکنندگان محتوا می‌توانند از کاربرانی که در محتوای آن‌ها مشترک هستند– «فنز» –درآمد کسب کنند. این مورد در بین کارگران جنسی محبوب است، همچنین میزبان سازندگان محتوا از سایر ژانرها از جمله متخصصان تناسب اندام، نوازندگان و سازندگان دیگر هستند که مرتباً به صورت آنلاین پست می‌گذارند. این سرویس به سازندگان محتوا اجازه می‌دهد تا مستقیماً از جانب طرفداران خود به صورت ماهانه و همچنین یک بخش از تماشای پولی (PPV) سرمایه دریافت کنند.
در ۱۹ اوت ۲۰۲۱ اونلی‌فنز اعلام کرد که از اکتبر ۲۰۲۱ به بعد، دیگر اجازه انتشار مطالب جنسی را بخاطر فشار بانک‌ها نمی‌دهد. اما شش روز بعد این تصمیم به دلیل واکنش شدید و سازندگان لغو شد.

## مدل تجاری
یک مشترک (یعنی طرفدار یا فنز) از سازنده محتوا می‌تواند در ازای دریافت حق عضویت ماهانه، محتوای خود را مشاهده کند. این شرکت ۸۰٪ از هزینه‌های دریافتی را به سازنده محتوا پرداخت می‌کند و ۲۰٪ باقیمانده توسط اونلی‌فنز حفظ می‌شود. پس از هزینه‌های بازرگانی و پردازش، سهم شرکت حدود ۱۲٪ است.

## استفاده
پورنوگرافی در این سرویس مجاز است. در واقع، وب سایت عمدتاً توسط مدل‌های پورنوگرافی، هم آماتور و هم حرفه ای استفاده می‌شود، اما همچنین دارای یک بازار با سرآشپزها، علاقه مندان به تناسب اندام و نوازندگان است. بدون توجه به محتوای مصرفی، کاربران برای ثبت نام باید ۱۸ سال داشته باشند.

## ممنوعیت پورنوگرافی
مدت کوتاهی پس از گسترش کمپین علیه اونلی‌فنز به دلیل نگرانی در مورد سوء استفاده جنسی از کودکان، در ۱۹ اوت ۲۰۲۱، این شرکت اعلام کرد که از ۱ اکتبر ۲۰۲۱ به بعد اجازه نمی‌دهد محتوای جنسی واضح منتشر شود. این به روز رسانی را از طریق خط مشی شرایط و مقررات سرویس‌دهی ارائه شد. این شرکت همچنان برهنگی را به دلایلی مجاز می‌داند.
در ابتدا دلیل این ممنوعیت فشار شرکت‌های کارت اعتباری از جمله مسترکارت اعلام شد، اما مدیرعامل اونلی‌فنز تیم استوکلی بعداً به فایننشال تایمز گفت که این امر به علت قطع حمایت از بانک‌هایی مانند نیویورک ملون و جی‌پی مورگان چیس بوده و مسترکارت «هیچ تاثیری در این تصمیم ندارد». استوکلی گفت که بانک نیویورک ملون هر تراکنش را «پرچم گذاری و رد» کرده و بانک مترو بنک در سال ۲۰۱۹ به‌طور ناگهانی حمایت خود را پس گرفت.
این تصمیم با واکنش گسترده سازندگان و مصرف‌کنندگان اونلی‌فنز روبرو شد. شش روز پس از اعلام این تصمیم، اونلی‌فنز گفت که این تصمیم لغو خواهد شد و محتوای بزرگسالان به‌طور نامحدود در سایت مجاز خواهد بود چون آنها «تضمین‌های لازم» را برای انجام این کار را دریافت کردند.